# Leopardgecko
Leopardgecko (Eublepharis macularius) är ett nattaktivt kräldjur i familjen ögonlocksgeckoödlor som förekommer naturligt i norra Indien, sydvästra Nepal, Afghanistan och Pakistan. Dess habitat är torra och halvtorra stäpper, klippiga regioner och gräsmarker. Under dagen gömmer den sig vanligen i någon håla eller under stenar för att skydda sig mot hettan. Den livnär sig främst på animalisk föda, som syrsor, skalbaggar, spindlar, maskar och larver. Den kan även ta små möss, skorpioner och mindre ödlor. Vanlig föda att ge leopardgeckor som bor i terrarier är zophobaslarver, syrsor, mjölmaskar, olika sorters kackerlackor och småkryp man fångat själv som exempelvis gräshoppor och gråsuggor. Leopardgeckon bygger, när det finns gott om föda, upp en energireserv i sin svans som metaboliseras om det senare blir ont om föda, exempelvis vid torka. Svansens tjocklek bör hållas i samma storlek som geckons nacke. Då vet man att den inte är undernärd, men inte heller överviktig. De kan bli upp till 20 år. De kan bli upp till 20 cm och det uppnår vuxen storlek vid 9-18 månader ålder. Normalvikten brukar variera mellan 40 och 100 gram.

## Utseende och anatomi
Leopardgeckon finns i otaliga varianter, som kallas morfer. Den mest normala färgteckningen, som den även fått sitt namn av, är svarta fläckar mot gul grund. Magen däremot är vit på de allra flesta. Ryggen och stora delar av svansen är knottrig. Till skillnad från många geckoödlor har leopardgeckon rörliga ögonlock. Och istället för häftlameller har den vassa klor. Leopardgeckon kan som många andra geckoarter släppa svansen, men ju äldre den blir desto mindre troligt är det att den släpper svansen. När de är unga är de mer nervösa vilket gör så att de lättare släpper svansen. Om de gör så, växer en ny svans ut. Dock blir den aldrig lika fin som svansen den föddes med. Arten kallas felaktigt för tjocksvansgecko vilket är en annan art.
Arten blir med svans upp till 25 cm lång.

## Könsskillnader
Hanarna brukar oftast vara något större och kraftigare byggda än honorna. Men för att vara helt säker så måste man titta på undersidan vid kloaken. Hos hanen ser man en V-formation av femoralporer och tydliga hemipenisbulor. Hos honan ser man oftast bara en slät yta.

## Ekologi
Individerna blir könsmogna vid en längd av 12 cm (utan svans) och när de är cirka 18 till 24 månader gamla. Exemplar i terrarium matas vanligen med insekter och unga möss. Leopardgeckon kan leva 25 år.
Individer som hölls i fångenskap föredrar under dagen en temperatur av 26 till 32°C och under natten en temperatur av 18 till 22°C. De behöver under vintern över 8 till 10 veckor en temperatur av 15 till 18°C och skugga så att de kan ligga i dvala.
Individerna bildar grupper som kan vara av betydande storlek under fuktiga nätter. Leopardgeckon håller mellan oktober och februari vinterdvala men den vaknar ibland under varma nätter. Under den varma årstiden lägger honan ungefär var fjärde vecka ägg och per tillfälle läggs vanligen två ägg. Äggen kläcks efter cirka en månad.

## Hot
Individer som senare hölls som sällskapsdjur sälj ibland på den illegala marknaden. Hela populationen antas vara stabil. IUCN listar arten som livskraftig (LC).